# The Eye
The Eye peti je studijski album danskog heavy metal sastava King Diamond. Diskografska kuća Roadrunner Records objavila ga je 30. listopada 1990. I dalje ima glavnu priču poput drugih albuma Kinga Diamonda, iako je ispiričana drugačije. The Eye je jedini album na kojem se pojavio bubnjar Snowy Shaw i posljednji na kojem se pojavio gitarist Pete Blakk i basist Hal Patino, sve do albuma Abigail II: The Revenge.

## Povijest
Njegova prethodna dva konceptualna albuma ispiričana su iz perspektive protagonista; ovaj je ispiričan iz vizure pripovjedača. Prisutne su teme kršćanske grozote uz progon navodnih vještica i seksualno zlostavljanje časnih sestara.

## Popis pjesama
Tekstovi: King Diamond. 
| 1. | »Eye of the Witch«            | Diamond                    | 3:47 |
| 2. | »The Trial (Chambre Ardente)« | Diamond                    | 5:13 |
| 3. | »Burn«                        | Diamond                    | 3:43 |
| 4. | »Two Little Girls«            | Diamond                    | 2:41 |
| 5. | »Into the Convent«            | Andy La Rocque, Snowy Shaw | 4:48 |

| Strana B | Strana B                            | Strana B   | Strana B | Strana B | Strana B | Strana B | Strana B | Strana B | Strana B |
| Br.      | Skladba                             | Skladatelj | Trajanje |          |          |          |          |          |          |
| -------- | ----------------------------------- | ---------- | -------- | -------- | -------- | -------- | -------- | -------- | -------- |
| 6.       | »Father Picard«                     | Pete Blakk | 3:20     |          |          |          |          |          |          |
| 7.       | »Behind These Walls«                | Diamond    | 3:46     |          |          |          |          |          |          |
| 8.       | »The Meetings«                      | La Rocque  | 4:31     |          |          |          |          |          |          |
| 9.       | »Insanity« (instrumentalna skladba) | La Rocque  | 3:01     |          |          |          |          |          |          |
| 10.      | »1642 Imprisonment«                 | La Rocque  | 3:31     |          |          |          |          |          |          |
| 11.      | »The Curse«                         | Diamond    | 5:44     |          |          |          |          |          |          |
| 44:05    |                                     |            |          |          |          |          |          |          |          |

## Zasluge
| King Diamond - King Diamond – vokal, klavijature, produkcija, miks - Andy La Rocque – solo-gitara, produkcija - Pete Blakk – solo-gitara - Hal Patino – bas-gitara - Snowy Shaw – bubnjevi | Ostalo osoblje - Thomas Holm – naslovnica albuma - Thorbjörn Jörgenson – naslovnica albuma - Roberto Falcao – klavijature, produkcija, miks, inženjer zvuka - Flemming Hansson – inženjer zvuka |